# Biserica Sfântul Nicolae-Ciurchi din Iași
Biserica „Sfântul Nicolae” - Ciurchi din Iași, situată pe strada Vasile Lupu nr. 70, în cartierul Tătărași, a fost ridicată în anul 1811, prin strădania preoților Ștefan Măcărescu și Gheorghe Gavrilescu și prin contribuția credincioșilor. Sfințirea bisericii s-a făcut în anul 1813 de către mitropolitul Veniamin Costachi.
Biserica „Sfântul Nicolae” - Ciurchi a fost inclusă pe Lista monumentelor istorice din județul Iași din anul 2015, având codul de clasificare  IS-II-m-B-20932.

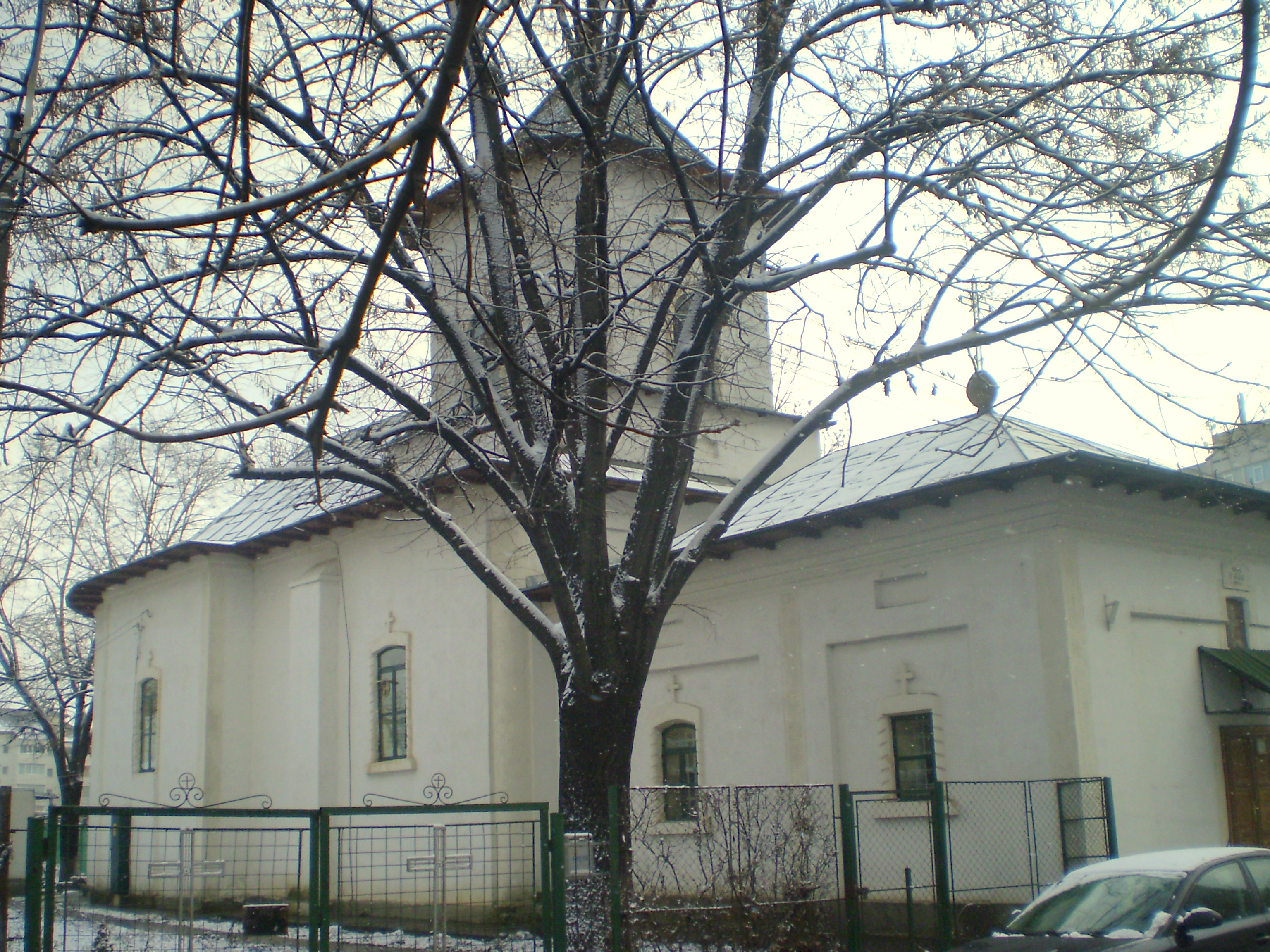
Biserica „Sfântul Nicolae” - Ciurchi

Biserica are forma unei nave, cu o turlă deasupra pronaosului și este făcută din piatră și cărămidă. Catapeteasma este artistic lucrată, iar icoanele de pe catapeteasma se păstreaza în forma originală de la construcția bisericii. Între register și icoane sunt sculptate figuri simbolice și ornamentații vegetale. Pictura interioară, executată în ulei în anul 1924, a fost restaurată integral între anii 1988-1991, când s-au făcut și reparații capitale și s-a înlocuit vechiul mobilier. 